# Sierra Atravesada
Sierra Atravesada o Sierra de Niltepec és una serra de l'Estat d'Oaxaca, Mèxic, en la regió de l'Istme de Tehuantepec. És una serralada localitzada en la regió geogràfica mexicana del Pacífic Sud, que forma, junt amb Sierra de Tres Picos, la contrafort més nord-occidental de Sierra Madre de Chiapas, a cavall entre els estats d'Oaxaca i Chiapas.
La serra, que s'estén en direcció est-oest i està formada en la seva major part per roques metamòrfiques i granítiques, forma la divisòria més important de l'Istme de Tehuantepec. En el seu vessant est es recullen les aigües que s'ajunten amb la conca fluvial del riu Uxpanapa, que desemboca al Golf de Mèxic, mentre que en el vessant occidental el principal col·lector és el riu Chimalapa, que desguassa a l'oceà Pacífic. Els seus principals cims són el Cerro Azul (2.250 msnm) i el Cerro Baúl (2.050 msnm). A la falda oriental d'aquesta serra neix el riu Negro, un tributari del Grijalva. Altres cursos fluvials d'importància que tenen el seu origen en Sierra Atravesada són els rius Salado, Chívela, Chichigua i Sarabia, tots afluents del Coatzacoalcos, un dels rius més cabalosos de Mèxic.
Les precipitacions sobre aquesta zona són molt abundants, en trobar el camí dels vents humits que bufen en direcció sud des del golf de Mèxic, varien entre uns 4.000 i 2.800 mm/any, depenent del vessant. Les relativament altes temperatures (amb una mitjana anual de 25 °C) i l'alta insolació converteixen a tota la regió en un bon exemple de selva tropical humida, un dels diversos tipus de selva pluvial.